# Nagy
Nagy je priimek več oseb:
- Aleksander Nagy (1834—1900), inženir, mariborski župan
- Alexander Baccarcich von Nagy-Écs (1828—1904), madžarski general
- Emmerich von Nagy (1882—1965), avstrijski general
- Endre Nagy (1877—1938), madžarski književnik
- Ernest Nagy, namiznoteniški igralec, športni delavec
- Ferenc Nagy (1903—1979), madžarski politik
- Gyula Szotyori Nagy (1887—1945), madžarski general (feldmaršal)
- Ignácz Nagy (1810—1854), madžarski pesnik, književnik
- Imre Nagy (1896—1958), madžarski politik
- János Nagy Balogh (1874—1919), madžarski slikar in grafik
- Karl Apponyi von Nagy-Appony (1805—1890), avstrijski general
- Käthe von Nagy (Kató Nagy, 1909—1973), nemška filmska igralka madžarskega rodu
- Kornél Nagy (*1986), madžarski rokometaš
- Lajos Nagy (1883—1954), madžarski književnik
- László Moholy-Nagy (1895—1946), judovsko-madžarsko-nemško-ameriški slikar, kipar, fotograf in pisec o umetnosti
- László Nagy (1925—1978), madžarski književnik
- László Nagy (*1981), madžarski rokometaš
- Ludvik Nagy, zdravnik v Kranju (s Slovaške)
- Marika Kardinar-Nagy (*1953), kegljavka
- Marko Nagy, judoist
- Timea Nagy (*1970), madžarska sabljačica
- Vasja Nagy, kustos, urednik, kritik (Koper)
- Vilmos Nagybaczoni Nagy (1884—1976), madžarski general